# زعفران

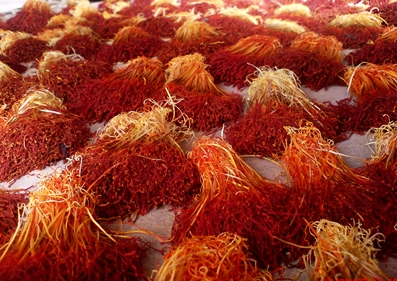
الزعفران، مياسم زهرة قيمة تنتف وتجفف.

الزعفران هو صبغ أصفر زاهي اللون ويضيف نكهة طيبة للطعام، يُنتَج عن طريق تجفيف مياسم وجزء من الأقلام في زهرة نبات زعفران الخريف البنفسجي، الذي يعرف علميا باسم الزعفران السوسني (الاسم العلمي: Crocus sativus).
ما يقرب من 4٬000 زهرة يمكن أن تنتج نحو 28 جم من الزعفران التجاري. حيث تنزع المياسم من الزهور المتفتحة، وتجفف في الظل ثم على شبكة رفيعة أو دقيقة على نار هادئة. وهذه المادة لونها أحمر برتقالي وذات رائحة نفاذة وطعم مميز، وتحفظ في أوان محكمة لكي لا تفقد قيمتها كمادة ثمينة.
للزعفران رائحة طيبة ولكن مذاقه مر. يستخدم في الطهي ليكسب الطعام نكهة طيبة، كما يُستخدم في تلوين الحلوى، ويستخدمه الناس في أوروبا والهند لتتبيل أنواع من الطعام.

## الاستعمالات الطبية
الجزء الفعال في الزعفران هو عبارة عن ميسم الزهرة (أعضاء التلقيح) التي تنزع من الزهور المتفتحة بدقة متناهية، وبأيدي أشخاص ذو خبرة وفن في التقاطها وتجميعها. وتجفف في الظل ثم على شبكة رفيعة أو دقيقة على نار هادئة. تحتوي المياسم على زيت دهني طيار ذي رائحة عطرية ومواد ملونة. وهذه المادة لونها أحمر برتقالي، وذات رائحة نفاذة، وطعم مميز. وتحفظ في أوان محكمة لكي لا تفقد قيمتها كمادة ثمينة. لكن اليوم مع انتشار الأدوية لم يَعد له قيمة طبية كبيرة، وهذا عدا عن أن الكثيرين يشككون أصلا بما أن كان له فائدة طبية. ولذلك فقد أصبح استخدامه كدواء مُقتصراً على الأوساط الشعبية.
يستخدم الزعفران باعتباره دواء عشبي طارد للريح (تشنجات وانتفاخ البطن)، استخدم الاربيون في العصور الوسطى الزعفران لعلاج التهابات الجهاز التنفسي والاضطرابات مثل السعال ونزلات البرد والحمى القرمزية والجدري والسرطان ونقص الأكسجين والربو وكان للزعفران أهداف أخرى تشمل اضطرابات الدم والأرق والشلل وامراض القلب واضطرابات المعدة والنقرس والنزيف الرحمي المزمن واضطرابات العين.
والمصريون القدامى استعملوه كمنشط جنسي.
منع الميثانول من تحديد الزعفران بمعدلات مرتفعة هذا يحدث عن طريق تبرع بروتون قوي ppph من قبل اثنين من الزعفران النشيطة وهكذا بتركيزات من 500 جزء من المليون و1000 واظهرت الدراسات الكروسينية تحييد 50٪ و65٪من Radicals على التوالي عرض SAFMAL اقل معدل من الكروسيين ولكن هذه الخصائص تعطي مقتطفات الزعفران يستعمل كمعامل مضاد للاكسدة في مجال المنتوجات الدوائية ومستحضرات التجميل وكمكمل غذائي.
رغم هذا كله فان الزعفران مادة قاتلة فقد اظهرت دراسات عديدة اجريت على حيوانات المختبر ان 50D من الزعفران أو الجرعة المميتة أو جرعة 50٪تموت هذه الحيوانات من جرعة زائدة وهي 20.7 غ/كغ.
كما أن الزعفران يعتبر كذلك مضاد للاكتئاب

## كيميائيا

### الخصائص الصباغية
يحتوي على أصبغة كارُوتينيّة (الكروسين)، الذي يستخدم كصباغ للحرير وملون للطعام باللون الأصفر الذهبي. ونحتاج إلى 70000-80000 ميسم زهرة الزعفران للحصول عى 1 كغ من الزعفران، والذي يحتوي على 10 غ من الكروسين وحوالي 60 غ كروستين وهو الصباغ الفعلي.

## لمحة تاريخية
تاريخ زراعة الزعفران يعود إلى أكثر من 3٬000 سنة. وقد كان السلف البري لنبات الزعفران المُروّض هو «نبات الكارترايتيناوس». وقد قام المزارعون القدماء بتربية الزعفران بانتقاء النباتات ذات المياسيم الطويلة ثم زرعها في مزارعهم. وهكذا انبثقت الأنواع «المروضة» من الزعفران خلال أواخر العصر البرونزي في كريت. ويَعتقد الخبراء أن هناك وثائق تتحدث عن الزعفران تعود إلى القرن السابع قبل الميلاد، حيث أنه اكتشف عقار طبي في أثناء فترة حكم أشوربانيبال. وابتداءً من ذلك الوقت، تم استخدام الزعفران في الطب لعلاج أكثر من 90 مرضاً.
وغالبا ما وصمات (stigmas) الزعفران الصرفة تكون مختلطة مع السداة لإضافة الوزن الساكن.
السداة ليس لديهم خصائص الطهي.
وينبغي أن يكون مسحوق الزعفران الأحمر البرتقالي.
وغالبا ما وصمات (stigmas) الزعفران الصرفة تكون مختلطة مع السداة لإضافة الوزن الساكن.
السداة ليس لديهم خصائص الطهي.
. وينبغي أن يكون مسحوق الزعفران الأحمر البرتقالي.

## تجارة واستعمال الزعفران
استعمل الزعفران في التعطير والطب لاكثر من 3000 سنة، هو أكثر التوابل غلاء في العالم.مكون من الوصمات (stigmas).يتميز بالمذاق والنوعية الجيدة.
يتواجد الزعفران في جنوب غرب آسيا، ولكنه زرع لأول مرة في اليونان.
تعتبر إيران من أكبر الدول المنتجة له في العصور الوسطى والعصر الحديث كذلك.حيث يستعمل في أفريقيا واسيا واوروبا في الطهي والشراب.
يستعمل الزعفران في ميدان الطب لمعالجة لألام البطن كما يستعمل كذلك في تلوين المواد.
زراعة الزعفران كان متمركزا في المناطق القريبة من أوروبا وجنوب غرب كشمير وفي شمال شرق آسيا.
أكثر الدول إنتاجا للزعفران في العصر القديم هي إيران، إسبانيا، الهند، اليونان، ثم انتشر بعد ذلك على كافة أنحاء العالم.
وزرع الزعفران بأمريكا بدا مع أعضاء كنيسةSchwenkfelder Church في ولاية بنسلفانيا Pennsylvania).

### التجارة الحديثة
| تقسيم الإنتاج العالمي للزعفران |                                      |
|                                |                                      |
|                                | — مناطق زراعة كبيرة                  |
|                                | — مناطق تصنيع كبيرة                  |
|                                | — مناطق زراعة صغيرة                  |
|                                | — مناطق تصنيع صغيرة                  |
|                                | — مركز كبير للتبادل التجاري (حالي)   |
|                                | — مركز كبير للتبادل التجاري (تاريخي) |

أنماط زراعة الزعفران في العالم:
- المناطق المنتجة
- كبرى الدول المنتجة
- المناطق المنتجة الثانوية
- الدول المنتجة ا الثانوية
- المراكز التجارية الرئيسية (الحالية)
- المراكز التجارية الرئيسية (التاريخية)

ان إنتاج الزعفران نظريا في المناطق الجغرافية بدا من بلدان البحر الأبيض المتوسط (بلاد الغرب إلى شرق كشمير)، كل القارات خارج هذا المجال ماعدا القارة القطبية الجنوبية (antartica) تعتبر دول منتجة للزعفران.
ان العالم ينتج الزعفران حوالي 300 طن سنويا على شكل اوراق ومسحوق، حيث انتج حوالي 50 طن من الزعفران سنة 1991.
تعتبر الإيران، إسبانيا، الهند، اليونان، المغرب، وإيطاليا من الدول الأكثر إنتاجا للزعفران حوالي تقريبا (80٪).
حيث أن أفغانستان دخلت في مجال إنتاج الزعفران في الآونة الأخيرة.
يتكون الزعفران من stigmas وبعض الورود التي تساعد في تجفيفه.
مثلا في كشمير آلاف المزارعين يعملون ويبذلون مجهودات كبيرة مدة أسبوع أو أسبوعين حتى ينتجو لنا الزعفران الذي نستعمله في بيوتنا ليلا ونهارا.

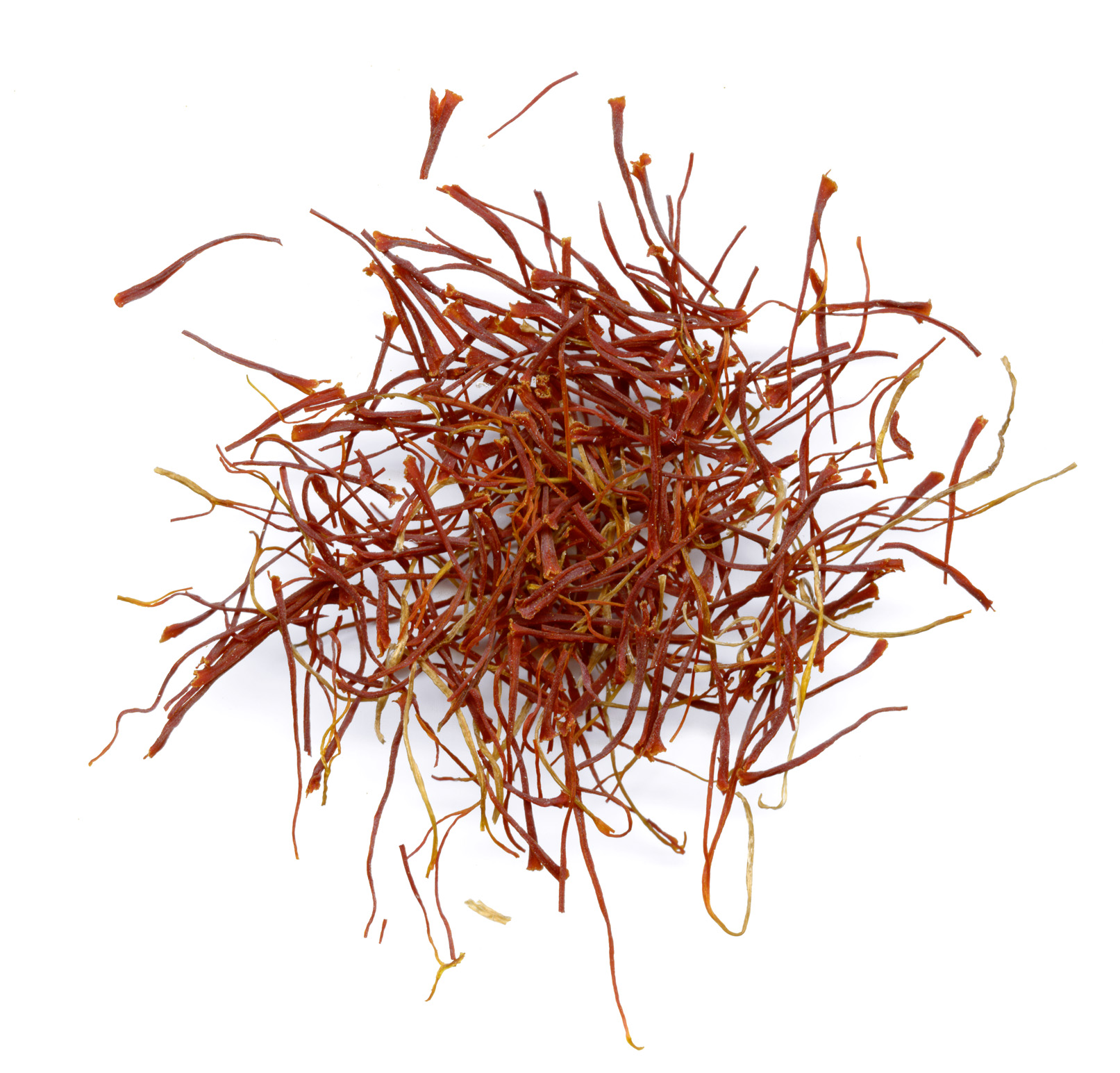
المواضيع الزعفران (الوصمات أحمر اللون) مختلطة مع الأنماط (الصفراء) من إيران

الزعفران (ملون أحمر stigmasومكونات أخرى صفراء)مكوناته تستمد من إيران
وهي عشبه تشبه العسل ولكنها يتحمل قليلاً من المرارة
الزعفران عشبه ذات رائحه جميله جداً ويتم زراعتها في اكتر بلدان العا لم
لونها أصفر مضيئ يميل إلى اللون البرتقالي ويستخدم لتلوين المأكولات
وأغلب استخداماتها في المخبز والجبنه وصتع الأدوية العشبيه المصنعة عن طريق اليد.
الزعفران أكثر المواد استعمالا في الطهي، العلوم، الطب، وأكثر البلدان إنتاجا له في آسيا هي الهند، كشمير وحتى بلدان الأبيض المتوسط

### استخدام الزعفران في الطبخ

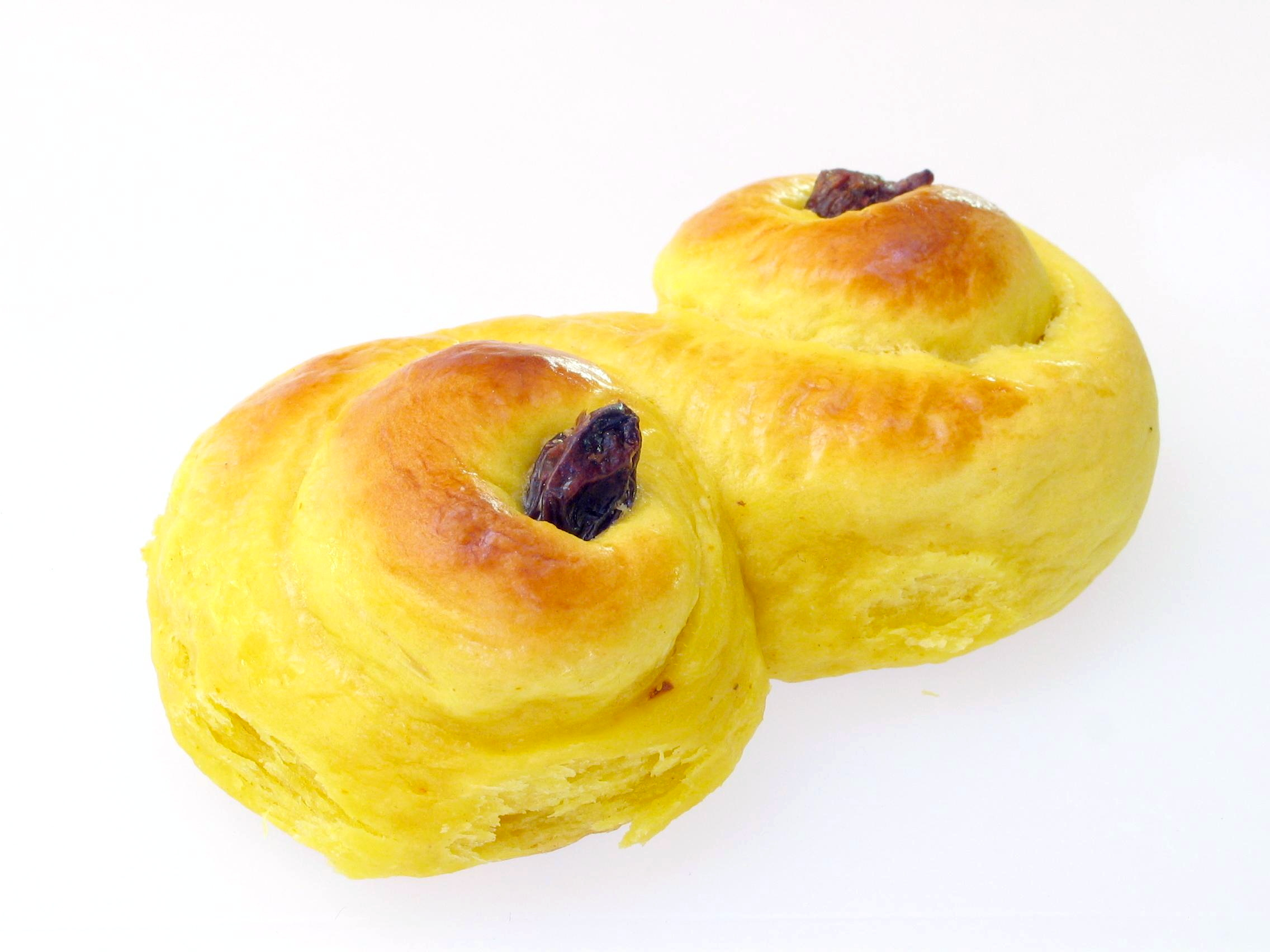
كعكة الزعفران

يستخدم الزعفران على نطاق واسع في بعض دول العربية مثل المغرب ومصر والعراق وسوريا واليمن وبعض الماكولات الآسيوية، وصف الخيراء رائحته التي تشبه العسل مع العشب، القش المعدني، طعم الزعفران هو من هذا القبيل من القش.مع الإشارة لمرارته.
يساهم الزعفران أيضا بلونه الأصفر البرتقالي في تلوين المواد الغذائية.
حيث يتم استخدام الزعفران في المخبوزات، الجبن، الحلويات، الكاري، المشروبات الروحية، اطباق اللحوم والحساء، يستخدم الزعفران في الهند وإيران وإسبانيا وبلدان أخرى على انهار بهار للارز، يستخدم زعفران الارز (Saffron rice) في العديد من الماكولات فهو يستخدم في اطباق كثيرة مشهورة مثل: paella valenciana وهو اعداد الارز واللحم بالتوابل وكذلك طبق zarzuela fish وهو عبارة عن سمك مطبوخ كما أنها تستخدم أيضا في (fabada asturiana) والزعفران أساسي في طبق (bouillabaisse) الفرنسي التي هي خليط الأسماك الحار من مرسيليا.
كذلك (risotto) اكلة الارز الإيطالية أساسها الزعفران والاصناف السويدية وكوركيش من كعكة الزعفران.

#### كعكة الزعفران على النمط السويدي
كعكة الزعفران في السويد lussekatt (حرفيا القط لوسي بعد لوسي سانت)أو lussebulle تستهلك عادة قبل الميلاد. وهي الخميرة الغنية في عجينة الكعكة بنكهة الزعفران والقرفة أو جوزة الطيب، يكون الكعك والمخبوزات في كثير من الاشكال التقليدية والتي من ابسطها هو shapes وتؤكل عادة خلال (Advent) وخصوصا في يوم القديس لوسي في 13 ديسمبر في إنجلترا.
وخبز الكعك التقليدي على اوراق الجميز (sycamore) مع مسحوق السكر.
استمتع بالكعكة "revel bun" اسم لكعكة في منطقة الكور نوال (Cornwall) هو خبز للمناسبات الخاصة مثل اعياد الذكرى أو التفاني للكنيسة وكعك الكورنوال الذي يعرف أيضا باسم «الكعك علاج الشاي» ويرتبط مع مباريات الميثودية مدرسة الأحد والانشطة

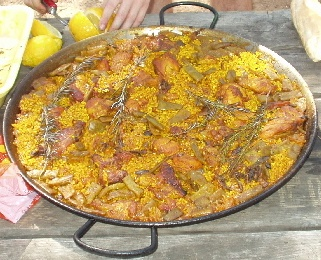
طبق البايلا الأسباني.

الزعفران هو واحد من المكونات الأساسية الثلاثة في مدينة (paella valenciana) الأسبانية ومسؤولة عن التلون الأصفر، يستخدم الزعفران في صحن الوطنية (chelow kabab) بينما الأوزبك يستخدمونه في صحن الارز المعرف باسم ("wedding plov") اما المغاربة يستخدمونه في اطباقهم أي الطاجين بما في ذلك اللحم مع الطماطم الذي ينادى بالكفتة كذلك طبق الكباب والدجاج وmrouzia الذي هو لحم الخروف مع الخوخ واللوز يستخدم الزعفران أيضا في خليط عشب chermoula فاطباق المغاربة عديدة النكهات.اما المطبخ الهندي فيستخدم الزعفران في طبق (biryanis) كما أنه يستخدم في الحلويات الهندية اتي تعتمد على الحليب.

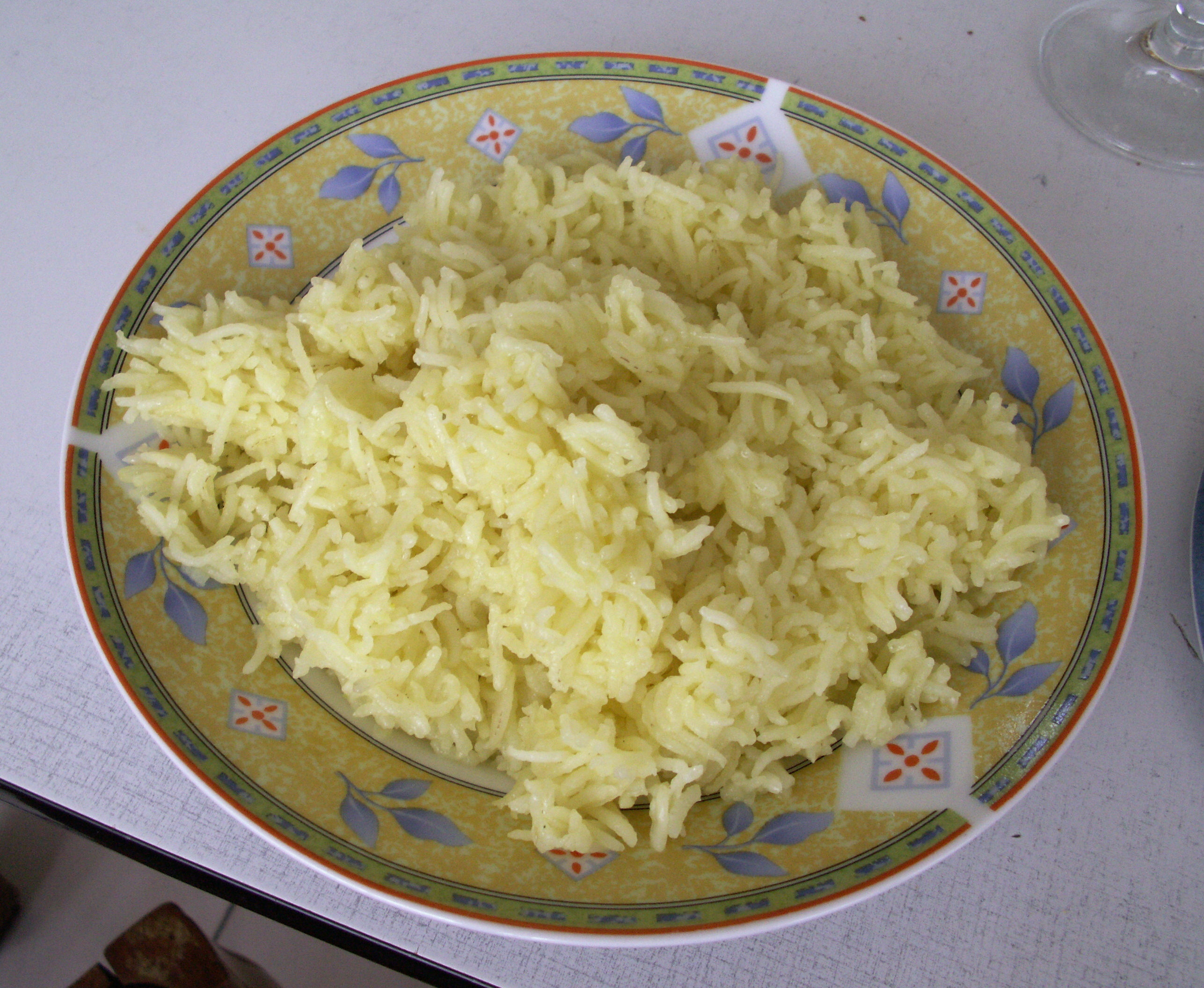
.

بسبب تكلفته العالية استعين في كثير من الأحيان بالزعفران المخفف مع القرطم أو الكركم حيث تم تقليد لون الزعفران جيدا ولكن بنكهات مختلفة تماما عن الزعفران.
كما يستخدم الزعفران أيضا في صناعة الحلويات والمشروبات الكحولية وهذا هو الأكثر شيوعا، استخدم في إيطاليا: الأزرق أنواع من المشروبات الكحولية التي تعتمد على الزعفران لتوفير اللون والنكهة.

### الاستخدام الطبي للزعفران
يستخدم الزعفران باعتباره دواء عشبي طارد للريح (تشنجات وانتفاخ البطن) ومطمث (تعزيز تدفق الدم في الحيض)، استخدمه الأوروبيون في العصور الوسطى لعلاج التهابات الجهاز التنفسي والاضطرابات مثل السعال ونزلات البرد والحمى القرمزية والجدري والسرطان ونقص الأكسجين والربو وكان للزعفران أهداف أخرى تشمل اضطرابات الدم والأرق والشلل وامراض القلب واضطرابات المعدة والنقرس والنزيف الرحمي المزمن واضطرابات العين. والمصريون القدامى استعملوه كمنشط جنسي.
منع الميثانول من تحديد الزعفران بمعدلات مرتفعة هذا يحدث عن طريق تبرع بروتون قوي ppph من قبل اثنين من الزعفران النشيطة وهكذا بتركيزات من 500 جزء من المليون و1000 واظهرت الدراسات الكروسينية تحييد 50٪ و65٪من Radicals على التوالي عرض SAFMAL اقل معدل من الكروسيين ولكن هذه الخصائص تعطي مقتطفات الزعفران يستعمل كمعامل مضاد للاكسدة في مجال المنتوجات الدوائية ومستحضرات التجميل وكمكمل غذائي. كما أن الزعفران يعتبر كذلك مضاد للاكتئاب.
رغم هذا كله فإن الزعفران مادة قاتلة، فقد أظهرت دراسات عديدة أجريت على حيوانات المختبر أن 50D من الزعفران أو الجرعة المميتة أو جرعة 50٪ تموت هذه الحيوانات من جرعة زائدة وهي 20.7 غ/كغ.

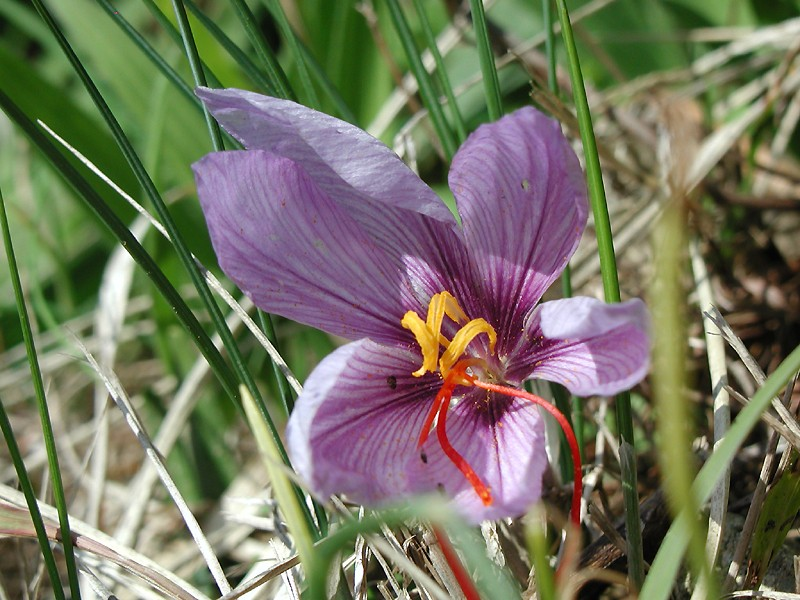
الفصيلة الزهراء

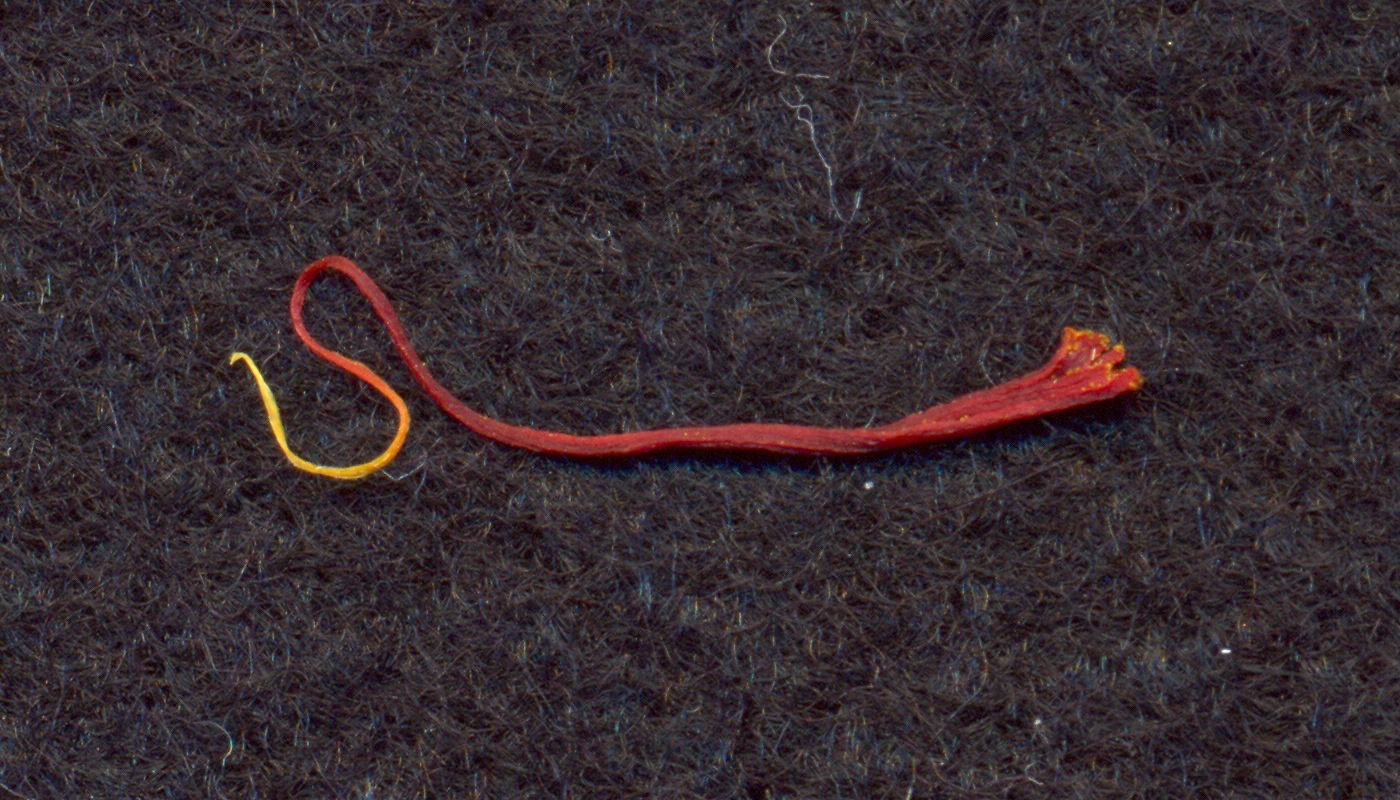
الزعفران.

### الخصائص الطبية
يفيد في إنزال الطمث وتخفيف آلام العادة الشهرية والنزيف الرحمي المزمن ويهديء المغص المعوي ويفيد في عسر الهضم وآلام البطن وضيق الصدر.ومسحوقه ينشط الدورة الدموية ويفيد الطحال والكبد والقلب وبه مادة (بالإنجليزية: crocetin) تخفض ضغط الدم. والطب الحديث لا يعترف بأن الزعفران منشطا جنسيا وأن ما كان يعتقد قديما هو غير صحيح.
يعتبر الزعفران مضاد للتشنج يدخل السرور على قلب من يشربه، منبه للمعدة، شديد المفعول للأمعاء والأعصاب، منشط مدر للطمث، والزعفران يدخل في بعض الأدوية المستخدمة لتنشيط القلب وبعض أنواع الكحل المساعد في إزالة الغشاوة من العين. وقد استخدم الزعفران منذ القدم في علاج كثير من الأمراض مثل النزلات المعوية، وكمهدأ لاضطرابات المعدة ولعلاج السعال الديكي ونزلات البرد والتخفيف من غازات المعدة. ويستخدم الزعفران في العلاجات القرآنية في كتابة الأوردة والآيات القرآنية بمداد من الزعفران وماء الورد. ويدخل الزعفران في صناعة الأدوية الحديثة كتلك المستعملة لطرد الديدان المعوية والأدوية المهدئة للحالات العصبية والنفسية والأدوية المستعملة لتنشيط الإفراز البولي وكثير من الأدوية الأخرى. وتؤكد الأبحاث بأن كثرة أكل الزعفران تصدع الرأس وتنوم الحواس، لذا ينصح بعدم الإكثار منه. وقد أثبتت التحاليل الكيميائية أن الزعفران يحتوي على مادة تسمى (لروسين) طعمها حلو وهذه المادة مقوية للأعصاب ومنشطة ومنبهة وتساعد على إدرار الطمث عن المرأة.
- غلي جرام واحد من الزعفران في لتر من الماء والشرب منه بعد تبريده يعتبر شربا للبرد ومنبه للأعصاب.
- زيت الزعفران مضاد للألم والتقلصات، ومزيل لآلام الطمث وآلام غشاء اللثة.
- مسكن ومقو للجهاز العصبي المركزي، كما أنه مفيد لحالات الضعف الجنسي.
- يستعمل الزعفران كتوابل في تجهيز الأطعمة والمأكولات.
- يتمتع بخصائص وقائية مقاومة للسرطان.

وفي أحدث دراسة نشرتها مجلة «الطب والبيولوجيا التجريبية» المتخصصة، أثبت باحثون في المكسيك أن بالإمكان استخدام الزعفران، وهو نوع من النباتات التي تضاف إلى الطعام كأحد التوابل والبهارات لإضفاء النكهة، كعامل واق من السرطان أو في البرنامج العلاجي المخصص لهذا المرض. ووجد الباحثون بعد مراجعة مجموعة كبيرة من الدراسات المخبرية والأبحاث التي أجريت على الحيوانات، أن الزعفران لا يمنع فقط تشكل أورام سرطانية جديدة، ولكنه قد يسبب تقلص وانكماش الأورام الموجودة، كما يزيد فعالية العلاج الكيماوي ويشجع آثاره المضادة للسرطان.
وأوضح الباحثون أن الفوائد الصحية للزعفران قد ترجع بصورة جزئية إلى محتواه العالي من المركبات التي تعرف بالكاروتينويد التي تشمل أيضا مادتي «لايكوبين» و«بيتاكاروتين» كعوامل وقاية وعلاج من السرطان. وأشار الخبراء إلى أن زراعة الزعفران وحصاده عملية غاية في الصعوبة لذلك فإن مصادره محدودة وغالية، منوهين إلى أن هذه الدراسة تضيف إثباتات جديدة على أن بعض الأطعمة والبهارات تحتوي على مركبات تملك خصائص واقية من السرطان. فعلى سبيل المثال، أظهرت الدراسات الحيوانية أن نبتة «روزماري» تقي من سرطان الثدي، وأن الكركم يحمي من بعض أنواع الأورام. وتقترح الدراسات أن الإكثار من تناول الفواكه والخضراوات، وخاصة من العائلة البصلية، مثل الملفوف والبروكولي والقرنبيط، قد يساعد في الوقاية من أمراض سرطانية معينة.
والطب الحديث لا يعترف بأن الزعفران منشطا جنسيا وأن ما كان يعتقد قديما هو غير صحيح يعتبر الزعفران مضاد للتشنج يدخل السرور على قلب من يشربه، منبه للمعدة، شديد المفعول للأمعاء والأعصاب، منشط مدر للطمث، والزعفران يدخل في بعض الأدوية المستخدمة لتنشيط القلب وبعض أنواع الكحل المساعد في إزالة الغشاوة من العين. ويدخل الزعفران في صناعة الأدوية الحديثة كتلك المستعملة لطرد الديدان المعوية والأدوية المهدئة للحالات العصبية والنفسية والأدوية المستعملة لتنشيط الإفراز البولي وكثير من الأدوية الأخرى.
وتؤكد الأبحاث بأن كثرة أكل الزعفران تصدع الرأس وتنوم الحواس لذا ينصح بعدم الإكثار منه للحصول على غرام واحد من الزعفران الأصلي يلزم لذلك مائة زهرة وللحصول على نصف كيلو من نفس الصنف يحتاج 225 ألف زهرة من زهور الزعفران لذا كان سعره باهظا. وقد أثبتت التحاليل الكيميائية أن الزعفران يحتوي على مادة تسمى (لروسين (طعمها حلو وهذه المادة مقوية للأعصاب ومنشطة ومنبهة وتساعد على إدرار الطمث عن المرأة.
يقول ابن سينا في كتابه القانون في الطب عن الزعفران:
زهره يشبه زهرة الياسمين منه أصفر ومنه ما يميل إلى البياض جيده الطري الحسن اللون الذكي الرائحة على شغره قليل بياض غير كثير ممتلئ غير صحيح غير سريع للصبغ غير ملزج ولا مفتت قابض محلل قال جالينوس حرارته أقوى من قبضه ودهنه مسخن يجسن اللون شربه محلل للأورام ويطلى به الحمرة مصدع يضر الرأس وهو منوم للحواس إذا سقي في الشراب ينفع من الورم الحار في الأذن يجلو البصر وينفع من الغشاوة يكتحل به للزرقة المكتسبة في الأمراض مقوي للقلب ويسهل النفس ويقوي آلات النفس هو مغث يسقط الشهوة بمضارته ولكنه يقوي المعدة لما فيه من الحرارة والدبغ والقبض وقيل أن الزعفران جيد للطحال يدر البول وينفع صلابة الرحم وانضمامه والقروح الخبيثة فيه إذا استعمل بمح مع ضعفه.
قال الخوزي: إنه لا يغيّر خلطاً البتة بل يحفظها على اليبوسة ويصلح العفونة ويقوي الأحشاء.
الزينة: يحسن اللون شربه.
الأورام والبثور: محلل للأورام ويطلى به الحمرة.
أعضاء الرأس: مصدع يضر الرأس ويشرب بالميبختج للخمار وهو منوم مظلم للحواس إذا سقي في الشراب أسكر حتى يرغن وينفع من الورم الحار في الأذن.
أعضاء العين‌ : يجلو البصر ويمنع النوازل إليه وينفع من الغشاوة ويكتحل به للزرقة المكتسبة من الأمراض.
أعضاء الصدر: مقو للقلب مفرح يشمه المبرسم وصاحب الشوصة للتنويم وخصوصاً دهنه ويسهل النفس ويقوي آلات النفس.
أعضاء الغذاء: هو مغثّ يسقط الشهوة بمضادته الحموضة التي في المعدة وبها الشهوة ولكنه يقوي المعدة والكبد لما فيه من الحرارة والدبغ والقبض وقال قوم: إن الزعفران جيد للطحال.
أعضاء النفض: يهيّج الباه ويدر البول وينفع من صلابة الرحم وانضمامه والقروحَ لخبيثة فيه إذا استعمل بموم أو محّ مع ضعفه زيتاً وزعم بعضهم أنه سقاه في الطلق المتطاول فولدت في الساعة.
السموم: قيل أن ثلاثة مثاقيل منه تقتل بالتفريح.
الأبدال: بدله مثل وزنه قسط وربع وزنه قشور السليخة.
قال ابن البيطار:
الزعفران إذا دق وضرب في صفار البيض ينفع البواسير النزافة ويقوي الأحشاء ويمنع الرطوبات السائلة من العين ويحسن لون البشرة ويقوي القلب.

## ملون ومعطر
على الرغم من تكلفته العالية يستخدم الزعفران في صبغ النسيج ولا سيما في الصين والهند ولكنه ذو لون غير مستقر وحيوية البرتقالي والأصفر تتلاشى بسرعة إلى اللون الأصفر الشاحب فكانت الملابس المصبوغة مع الزعفران حكرا للطبقات النبيلة فقط من عباءات وأردية مميز التي كان يرتديها الرهبان الهندوس والبوذييون في القرون الوسطى في كل من أيرلندا واسكلندا بالإضافة إلى قيام الرهبان بارتداء قميص من الكتان يعرف ب LEIME كان مصبوغا تقليديا مع الزعفران وكانت هناك محاولات عدة لاستبدال الزعفران المكلف والغالي مع ارخص صباغة مع بدائل الزعفران المعتاد في القرطم والغذاء والكركم والتوابل ومع ذلك تم اكتشاف مادة الزعفران الرئيسية المكونة للون ذات العوائد الكروسين الفلافونويد (flavonoid في الفاكة الغارديننا (gardenia).لان الغرديننا اقل كلفة بكثير من زراعة الزعفران ويجرى حاليا أبحاث في الصين كبديل اقتصادي.
وكان الزعفران رئيسا في المواد العطرية المعروفة باسم Crocinum الذي يضم مكونات مثل دم التنين (اللون)، النييذ (لون)، كما تم تطبيق Crocinum العطر على الشعر واعداد خليط الزعفران مع النبيذ لإنتاج رذاذ لزج ويتم تطبيقها على المسارح الرومانية باعتبارها الهواء المعطر.

## نظرة عامة
الزعفران من النباتات المكلفة في زراعته مادياً وفنياً وتقنياً. لذا أصبح سعره باهظ الثمن وخصوصا الأنواع الفاخرة منه والتي يتم زراعتها في المغرب، حيث أن الحصول على 500 غرام منه يتطلب زراعة ما لا يقل عن 70.000 زهرة يجب أن تكون جميعها صحيحة وصالحة. كما أن الزعفران الطازج حين يتم تجفيفه يفقد الكثير من وزنه فالخمسة وعشرون كيلو غرام منه يصبح بعد التجفيف حوالي خمسة كيلو غرامات فقط.
يتم غش الزعفران بسبب ارتفاع ثمنه بخلطه بأعشاب مشابهة له لزيادة الوزن مثل العصفر المشابه له اللون وفي سرعة الذوبان بالماء ويباع على أنه زعفران صحيح. وأجود أنواع الزعفران ذو الشعر الأحمر الذي ليس في أطراف شعره صفرة. وأفضله الطري، الحسن اللون، الذكي الرائحة، الغليظ الشعر، الذي يوجد في أطرافه شبه بياض.

## أول مهرجان
وقد نظم أول مهرجان لموسم الزعفران الحر في مدينة تاليوين في المغرب أيام 09-10-11- من شهر نوفمبر2007 تخللته امسيات ثقافية وفنية ورياضية بشراكة مع وزارة الفلاحة والصيد البحري وفعاليات المجتمع المدني المحلية وبلدية تاليوين ينظم بالمنطقة الموسم الثاني للزعفران الحر. يوم الجمعة 31 أكتوبر.و أيام 1 و2 و3 و4 و5 من شهر نونبر 2008.

## وصلات خارجية
- الزعفران الزعفران من موسوعة التوابل
- الزعفران الأسباني
- «وصفة نتائج البحث : الزعفران». http://www.epicurious.com/tools/searchresults؟search=saffron.
- «زعفران». الصحة النباتية.http://www.florahealth.com/Flora/home/international/HealthInformation/Encyclopedias/Saffron.asp.
- «زعفران». الذواقة الشرطة السرية. http://www.gourmetsleuth.com/saffron.htm نسخة محفوظة 3 مارس 2009 على موقع واي باك مشين..
- «فتح أسرار الرسامين في القرون الوسطى والأضواء». اللازورد والذهب.http://www.lapisandgold.com/almanac.htm